# The Do-Over
The Do-Over is een Amerikaanse actiekomedie uit 2016 die geregisseerd werd door Steven Brill. De hoofdrollen worden vertolkt door Adam Sandler en David Spade.

## Verhaal
Charlie is zijn ordinair leven beu. Op een schoolreünie loopt hij zijn oude vriend Max, die inmiddels een FBI-agent geworden is, tegen het lijf. De avontuurlijke Max weet Charlie te overtuigen om van het leven te genieten.
Max zet hun dood in scène door zijn boot op te blazen. De twee vrienden nemen vervolgens de identiteit aan van twee overleden mannen en besluiten naar Puerto Rico te reizen, waar een sleutel van een van de overleden mannen hen naar een kluis vol geld leidt. De twee genieten van het leven, maar komen door hun nieuwe identiteit al snel in de problemen. Bovendien blijkt Max al veel langer te liegen over wie hij echt is.

## Rolverdeling
| Acteur          | Personage             |
| --------------- | --------------------- |
| Adam Sandler    | Max Kessler           |
| David Spade     | Charlie McMillan      |
| Paula Patton    | Heather Fishman       |
| Torsten Voges   | The Gymnast           |
| Catherine Bell  | Dawn DeFazio          |
| Luis Guzmán     | Jorge                 |
| Jackie Sandler  | Joan                  |
| Nick Swardson   | Bob                   |
| Matt Walsh      | Arthur "Shecky" Sheck |
| Kathryn Hahn    | Becca                 |
| Sean Astin      | Ted-O                 |
| Natasha Leggero | Nikki                 |
| Michael Chiklis | Carmine               |

## Productie
In oktober 2014 raakte bekend dat Adam Sandler vier films zou ontwikkelen in dienst van streamingdienst Netflix. In 2015 bracht hij de westernkomedie The Ridiculous 6 uit, waarna hij aan de productie van The Do-Over begon. Sandlers gewezen Saturday Night Live-collega David Spade werd voor de actiekomedie gecast als tweede hoofdrolspeler. In juni 2015 werd bekendgemaakt dat ook Paula Patton een rol zou vertolken in de film. De opnames gingen op 7 juli 2015 van start in Savannah (Georgia) en eindigden op 21 augustus 2015. Er werd ook gefilmd in San Juan (Puerto Rico).
Op 16 mei 2016 ging de film in première in Los Angeles. Elf dagen later werd de actiekomedie gelanceerd op Netflix. The Do-Over kreeg bijna uitsluitend negatieve recensies. Op Rotten Tomatoes heeft de film een waarde van 5% en een gemiddelde score van 3/10, gebaseerd op 20 recensies. Op Metacritic heeft de film een gemiddelde score van 22/100, gebaseerd op 11 recensies.